# شونا ثوربورن
شونا ثوربورن (بالإنجليزية: Shona Thorburn)‏ مواليد 7 أغسطس 1982 في أكسفورد، إنجلترا، المملكة المتحدة، هي لاعبة كرة سلة كندية معتزلة. بدأت مسيرتها الاحترافية في سنة 2006. تم اختيارها من قبل فريق مينيسوتا لينكس خلال الدرافت. يبلغ طولها 5 قدم 9 بوصة (1.8 م). مثلت منتخب بلادها. شاركت في دورة الألعاب الأولمبية الصيفية سنة 2012. حققت المركز الأول في دورة الألعاب الأمريكية 2015.

## سجل المنافسة
شاركت في المنافسات التالية:
- الألعاب الأولمبية الصيفية 2012
- الألعاب الأولمبية الصيفية 2016
- كأس العالم لكرة السلة للسيدات 2014

## الميداليات
| الميدالية | المسابقة                                     |
| --------- | -------------------------------------------- |
| فضية      | بطولة أمم الأمريكتين لكرة السلة للسيدات 2013 |
| ذهبية     | دورة الألعاب الأمريكية 2015                  |

## روابط خارجية
- شونا ثوربورن على موقع الاتحاد الدولي لكرة السلة (الإنجليزية)
- شونا ثوربورن على موقع الاتحاد الوطني لكرة السلة النسائية (الإنجليزية)
- شونا ثوربورن على موقع كرة السلة الأوروبية.كوم (الإنجليزية)
- شونا ثوربورن على موقع كلية كرة السلة في سبورتس رفرنس.كوم (الإنجليزية)
- شونا ثوربورن على موقع بروبوليرز (الإنجليزية)
- شونا ثوربورن على موقع سبورتس رفرنس (الإنجليزية)
- شونا ثوربورن على موقع سبورتس رفرنس (الإنجليزية)
- شونا ثوربورن على موقع اللجنة الأولمبية الدولية (الإنجليزية)
- شونا ثوربورن على موقع أوليمبيديا (الإنجليزية)
- شونا ثوربورن على موقع اللجنة الأولمبية الكندية (الإنجليزية)